# Premi Cóndor de Plata a la millor cançó per a pel·lícula
El Premi Cóndor de Plata a la Millor Cançó per a Pel·lícula és un dels guardons lliurats anualment per l'Asociación de Cronistas Cinematográficos de la Argentina.
Fou lliurat per primera vegada en el 67è lliurament dels Premis Còndor de Plata el juny del 2019.

## Guanyadors i nominats
| Any                           | Cançó                      | Pel·lícula                                                                 | Nominats                                                                           | Ref.  |
| 2019                          |                            |                                                                            |                                                                                    |       |
| ----------------------------- | -------------------------- | -------------------------------------------------------------------------- | ---------------------------------------------------------------------------------- | ----- |
| 2019                          | "Reyes de la soledad"      | La reina del miedo                                                         | Lletra i Música: Gabriel Fernández Capello. Intèrpret Vicentico.                   | [ 1 ] |
| 2019                          | "El origen de la tristeza" | El origen de la tristeza                                                   | Lletra i Música Walter Piancioli. Interpretada per Los Tipitos                     | [ 2 ] |
| 2019                          | "Las ausencias"            | El camino de Santiago                                                      | Lletra, música i intèrpret: León Gieco                                             | [ 2 ] |
| 2019                          | "Lo que más busco"         | Mi mejor amigo                                                             | Daniel Suárez. Música: Daniel Suárez i Pepe Céspedes. Intèrpret Bersuit Vergarabat | [ 2 ] |
| 2019                          | "Yo soy el Fuego"          | La Flor                                                                    | Lletra Mariano Llinás. Música Gabriel Chwojnik. Intèrpret: Grupo Siempreverde      | [ 2 ] |
| 20209                         |                            |                                                                            |                                                                                    |       |
| I’ll Be Waiting For Your Love | Los adoptantes             | Lletra i música: Pedro Onetto; Intèrpret: Kevin Johansen                   | [ 3 ]                                                                              |       |
| Ladrona                       | Tampoco tan grandes        | Lletra i música Sergei Grosny; Intèrpret: Paula Reca                       |                                                                                    |       |
| Nachoxodem                    | Bruja                      | Lletra i intèrpret: Charo Bogarín; Música: Pablo Sala                      |                                                                                    |       |
| Ruta 666                      | 4×4                        | Lletra, música i intèrpret: Dante Spinetta                                 |                                                                                    |       |
| Un salto al vacío             | Amor de película           | Lletra i música: Tomás Putruele; Intèrpret: Natalie Pérez i Tomás Putruele |                                                                                    |       |